# Copmanthorpe
Copmanthorpe är en ort och civil parish i Storbritannien.   Den ligger i kommunen City of York och riksdelen England, i den centrala delen av landet, 280 km norr om huvudstaden London. Copmanthorpe ligger 19 meter över havet och antalet invånare är 3 871.
Terrängen runt Copmanthorpe är mycket platt. Runt Copmanthorpe är det ganska tätbefolkat, med 120 invånare per kvadratkilometer. Närmaste större samhälle är York, 6,2 km nordost om Copmanthorpe. Trakten runt Copmanthorpe består till största delen av jordbruksmark.